# The Mask: The Animated Series
The Mask: The Animated Series é o título de uma série animada de televisão baseada no personagem de histórias em quadrinhos The Mask, entretanto, seguindo a continuidade do filme do herói de 1994. A série animada durou três temporadas, entre os anos de 1995 a 1997, chegando a inspirar uma série de quadrinhos intitulada Adventures of The Mask. John Arcudi, criador do Máskara nos quadrinhos, escreveu dois episódios do desenho animado. A série foi apresentada primeiro nos sábados de manhã da CBS Kidshow, mas foi cancelada depois de ter sido transferida para o Cartoon Network. Também teve exibição semanal na CBS.
No Brasil, a série foi originalmente lançada em diversas fitas VHS pela Cannes Home Vídeo, no ano de 1995. Depois, estreou na televisão pelo Cartoon Network, em fevereiro de 1996, sendo exibido no canal até 2002. Já na TV aberta, estreou em 6 de janeiro de 1997 pela Globo, dentro do Angel Mix, mas também já foi exibido na emissora, também até 2002, nos programas Bambuluá e Festival de Desenhos. Em 12 de maio de 2003, começou a ser transmitido pelo SBT, inicialmente dentro do Bom Dia e Cia, ainda apresentado na época por Jackeline Petkovic, e com o passar do tempo, também chegou a ser uma das atrações do Sábado Animado e de alguns outros programas infantis da emissora.
Em Portugal, estreou em 1997 na TVI e mais tarde nos anos 2000 na RTP1.

## Personagens

### Principais
- Stanley Ipkiss / O Máskara - Atrapalhado, desastrado e abobalhado, além de gentil, um tanto ingênuo e bastante tímido, Stanley não é o tipo de sujeito popular, que faz sucesso com mulheres ou tem sorte na vida. Mora em Edge City, trabalha no banco e vive em um apartamento de aluguel, junto de seu cachorro Milo. Encontrou a Máscara num rio, e depois de ter a aventura do filme original jogou a máscara fora, mas Milo a trouxe de volta, pois Stanley precisaria dela mais tarde. Quando coloca a máscara ele se torna o Máskara, o malandro, brincalhão, festeiro, maluco, sortudo, engraçadão e bom dançarino. Tem superpoderes que permitem manipular a realidade da forma mais cômica e cartunesca possível. O Máskara gosta de ir ao Coco Bongo, seu lugar preferido para uma noite de sábado. Seus atos são estranhos, como puxar a cueca dos bandidos e de Kellaway até a cabeça, e girar como um redemoinho e mudar de roupa se fazendo passar por cozinheiro, pirata, líder de torcida, etc. É revelado no episódio "Ladrão de Sombras" que ele foi a primeira pessoa a usar a Máscara de Loki para o bem (referência ao Máskara dos quadrinhos  ser um maníaco homicida). Em alguns episódios Stanley tenta se livrar da máscara, mais sempre acaba precisando recupera-la pra poder resolver um problema que surge.
- Milo - O tímido e assustado Jack Russell Terrier de Stanley. Ele não gosta que Stanley coloque a máscara, porém já usou a máscara em ocasiões, principalmente para salvar seu dono.
- Peggy Brandt - Uma repórter sempre em busca de grandes notícias e amiga de Stanley, apesar dele se ressentir do fato que ela o entregou para mafiosos (fato ocorrido no filme original). Ela é a única que sabe que Stanley e o Máskara são a mesma pessoa, e mantém isso em segredo absoluto, além de possuir uma queda por Stanley. Ela também já utilizou a máscara.
- Charlie Schumacher - É o gerente do banco onde Stanley trabalha, convencido e sempre tomando vantagem do amigo. Fora do serviço, gosta de se vestir em roupas cafonas. Possui uma queda por Peggy, mas aparentemente não é correspondido.

### Secundários
- Tenente Mitch Kellaway - Um policial ranzinza e durão, que vive tentando prender o Máskara, acusando-o de ser um criminoso. Em retaliação, o Máskara vive lhe puxando a cueca. Ele está sempre desconfiado que o Máskara e Ipkiss são a mesma pessoa, e já chegou a desmascara-lo em determinado momento, mais teve a memória apagada.
- Doyle - É o parceiro bobalhão e atrapalhado do Tenente Kellaway. Diferente do parceiro, acredita que o Máskara é um herói e um sujeito legal, e até respeita Stanley.
- Prefeito Tilton - É o prefeito da cidade de Edge City. No filme aparece mais pro final, não tendo grande importância no enredo, mas na série é um personagem comum. Ele se mostra um tanto corrupto, e assim como Kellaway vive se irritando com as brincadeiras do Máskara, mais em alguns momentos já chegou a agradecê-lo por salvar a cidade.
- Sra. Peenman - A dona do apartamento onde Stanley se hospeda e também sua vizinha. É uma senhora também ranzinza e durona, que fica sempre reclamando do barulho de seu inquilino e fazendo ameaças com sua espingarda ou revólver, levando-a a ser constante vítima das brincadeiras do Máskara.
- Dr. Arthur Newman - O terapeuta de Stanley. Ele não acredita que a máscara funciona, mesmo depois que ele próprio usou a máscara e se tornou um supervilão, se unindo a Pretorius. Morre de medo de cachorros.
- Ace Ventura - Outro personagem interpretado por Jim Carrey que ganhou desenho próprio, o detetive dos animais teve um crossover  com o Máskara em um episódio de cada série ("O Cometa do Homem-Ace" e "Viagem ao Espaço Sideral com o Máskara").

### Vilões
- Dr. Pretorius - O arqui-inimigo do Máskara, um ciborgue cientista do mal que pode separar a sua cabeça do seu corpo. Quando separada, sua cabeça anda com pernas mecânicas de aranha. Vários de seus planos envolvem matar várias pessoas ou até mesmo a humanidade. É um gênio da robótica, mas mesmo seus apetrechos mais sofisticados não superam as várias cartas na manga do Máskara. Costuma dizer "nota mental" quando precisa lembrar algo para mais tarde. Seu nome é tirado do cientista louco de Bride of Frankenstein. Ele já chegou a vestir a máscara, mais apesar disso ainda conseguiu manter sua personalidade. É um dos poucos vilões que sabe que Stanley é o Máskara.
- Walter - Originalmente introduzido nos quadrinhos do Máskara, é o capanga do Dr. Pretorius. Ele não diz nenhuma palavra, é grande e indestrutível, e está sempre caçando o Máskara (seu visual foi provavelmente inspirado nos personagens Frankenstein, Tropeço e Jaws). Mesmo já conseguindo e colocando a máscara, por alguma razão, ela não funciona nele (talvez por não caber em seu rosto). Ele também é um dos poucos vilões que sabe a verdadeira identidade do Máskara.
- Gosmento e Cara-de-Peixe - São dois adolescentes que foram expostos à radioatividade e viraram mutantes. Gosmento tem os poderes similares ao Cara-de-Barro, inimigo do Batman), e Cara-de-Peixe não tem poder algum - nem ficar em pé ou nadar ele consegue, além de cheirar muito mal (sendo vítima de piadas do Máskara), fora uma ocasião em que vestiu a máscara. A aparência de ambos é paródia de Wayne's World.
- Skillit - Ele vive no mundo das sombras, tem 4 000 anos de idade e rouba as sombras dos seres vivos para manter-se jovem. Ele sabe tudo sobre a máscara, pois ela já foi usada por antigos conquistadores e assassinos. É inspirado no personagem Peter Pan. Ele também é um dos poucos vilões que sabe que Stanley e o Máskara são mesma pessoa.
- Doutora Amélia Cronos - Uma cientista que controla o tempo que muda eventos do passado para deixa-los a sua imagem. Ela é uma das poucas vilãs que sabe a identidade do Máskara.
- Chet Bozzack - Um ex-colega de escola de Stanley, que sempre o importunava com brincadeiras de mau gosto e acabou expulso por seu bullying. Uma vez, ele acidentalmente usou metade da máscara, quando esta foi quebrada em duas partes e virou um criminoso inspirado no inimigo do Batman, Duas-Caras, até Walter remover a máscara. Após o ocorrido, Chet se arrepende das brincadeiras e diz a Stanley que irá deixar o passado para trás e começar vida nova.
- Gorgonzola, A Bruxa dos Queijos - Meia-irmã maligna de um produtor de laticínios na antiga Mesopotâmia, que através de um amuleto - encontrada por Jennifer, a sobrinha arqueóloga da Sr.ª Peenman  - ressurge como uma bruxa capaz de transformar as coisas em queijo.
- Lonnie Tubarão - Um mafioso com aparência parecida de um tubarão (topete similar a uma barbatana e dentes afiados), que se disfarça de dinossauro no programa infantil  Barnaby.
- Pete - É o braço direito de Lonnie Tubarão, um rapaz magro e loiro que costuma estar trajado de roupas de motoqueiro, como jaquetas de couro e coturno. Pela aparência, pode se dizer que se assemelha a Dorian Tyrell (o principal vilão do filme, vivido por Peter Greene). Geralmente se faz passar por um rapaz franzino e covarde, mas é um inescrupuloso e esperto bandido, sempre muito fiel ao seu chefe, embora costume sempre ser vencido pelo Máskara. Pete lidera uma gangue de motoqueiros, que também foram contratados por Lonnie.
- Capangas de Pete - Três motoqueiros obesos e barbudos, que usam óculos escuros e bandanas, e vestem jaquetas e coletes de couro (geralmente sem camisa por baixo) completadas por jeans ou calças igualmente de couro e coturnos. Inteligência não é o forte de nenhum deles, mas possuem certa força física; os três são muito mais fortes que seu líder, Pete. Geralmente são eles os encarregados no serviço pesado.
- O Chuvisco - Um ex-meteorologista que tem a habilidade de controlar o clima.
- Kablamus -  Um ex-vendedor de balões que ganha a capacidade de se inflar e explodir sem morrer.
- Surfista dos Canais - Um louco que usa uma prancha flutuante e se teletransporta pelas televisões. Enlouqueceu quando seu programa favorito foi tirado do ar por uma dessas "titias" que defendem a moral e a virtude, embora o programa não tivesse nada ofensivo. Seu vocabulário constitui-se de frases de comerciais e bordões televisivos.
- Trio Darkstar - Grupo de vilões que escaparam dos quadrinhos do Vingador Galáctico para o mundo real por culpa de Kellaway. São eles:
  - Redemoinho - O líder do trio, um homem que pode se transformar em água.
  - Princesa Dragão (Dragon Lady) - Uma mulher que pode se transformar em um dragão, voar e cuspir fogo.
  - Guerreiro Máquina (War Machine) - Um robô armado com várias armas letais.
- Cybermite - Um vírus de computador que consegue invadir e infectar o corpo de qualquer um, ele infectou o corpo de Milo, mais foi derrotado pelo Máskara.
- O Abelhão - Um apicultor que foi transformado em uma abelha humana, ele consegue controlar as abelhas mas ficou viciado em mel.
- Davida Steelmine - Uma ilusionista que era uma antiga amiga de Stanley, usa seus truques de mágica para roubar e escapar sem ser suspeita, ela geralmente escapa através de sua cartola. Mesmo assim, o amor que sente por Stanley é verdadeiro.
- Selina Swint - Ladra internacional de dinheiro, trocou de malas com Stanley. Na mala de Selina tinham notas falsas, e Stanley quase foi preso por isso. Selina sequestrou Milo para Stanley devolver o dinheiro falso.
- Guardas do Século 26 - Robôs encarregados de proteger a Máscara do Futuro, que teria se tornado supostamente radioativa e gerava energia para o futuro. Os guardas eram robôs controlados pelo Governante do Mal. Todos eles foram libertados do controle, e o Governante se tornou empregado do Máskara.
- Governante do Mal - O Máskara destrói um robô, e tinha um aviso para devolver o corpo dele para o Século 26. Máskara salva o Governante do Mal, que controlava os robôs. Ele acreditava que a Máscara do Futuro geraria energia para toda a cidade. Ele chegou a usar a máscara, e ficou forte e até maior que o Máskara. Foi derrotado quando o Máskara utilizou um desentupidor para remover a máscara do rosto do Governante, e no final virou empregado do Máskara.
- Celia N. Aitight - Chefe da empresa Putterware, que é uma empresa de recipientes para conservar alimentos. Os recipientes literalmente causavam mutações nos alimentos, transformando-os em monstros que se alimentam de humanos. Stanley chegou a ser empregado dessa empresa, mas Stanley e Peggy desmascararam a empresa, e os alimentos mutantes foram derrotados. No final, Celia e seu comparsa Harold foram presos após caírem na Gelatina Mutante.
- Bob - Aparentando um sujeito de sobretudo e bengala, ele na verdade é o próprio Diabo (o nome vem de Beelzebub), que tentou comprar a alma de Stanley em troca de lhe dar uma boa vida. Contudo, graças ao Máskara, seus planos acabaram fracassando.

## Episódios

### Resumo
| Temporada | Temporada | Episódios | Exibição Original     | Exibição Original      |
| Temporada | Temporada | Episódios | Estreia de temporada  | Final de temporada     |
| --------- | --------- | --------- | --------------------- | ---------------------- |
|           | 1         | 15        | 12 de agosto de 1995  | 11 de novembro de 1995 |
|           | 2         | 30        | 7 de setembro de 1996 | 29 de março de 1997    |
|           | 3         | 10        | 5 de julho de 1997    | 30 de agosto de 1997   |

### 1ª temporada (1995)
| # | #  | Episódios                                                                                       | Exibição Original      |
| 12 | 12 | O Máskara Contra-Ataca (Partes 1 & 2)The Mask Is Always Greener on the Other Side (Parts 1 & 2) | 12 de agosto de 1995   |
| Após o Máskara deixar dois ladrões de banco fugirem, Stanley decide se livrar do alter-ego jogando a máscara em concreto. Porém o maligno Dr. Pretorius se interessa pelo Máskara e manda seu capanga Walter atrás de Stanley.                       |    |                                                                                                 |                        |
| 3 | 3  | Segure Este Bebê Baby's Wild Ride                                                               | 19 de agosto de 1995   |
| Uma vizinha de Stanley pede a ele tomar conta de seu bebê, que acaba pondo a máscara e fugindo. |    |                                                                                                 |                        |
| 4 | 4  | Os Mutantes The Terrible Twos                                                                   | 26 de agosto de 1995   |
| Tentando provar que Stanley é o Máskara, o Ten. Kellaway se algema a ele. Porém quando dois adolescentes estúpidos se transformam nos mutantes Gosmento e Cara de Peixe, Stanley tem que salvar o dia sem revelar sua identidade.                    |    |                                                                                                 |                        |
| 5 | 5  | Máskara Quase Perfeita Sister Mask                                                              | 2 de setembro de 1995  |
| Pretorius cria uma réplica da máscara de Loki, que quando Stanley veste junto da original faz o vilão controlar os movimentos do Máskara. |    |                                                                                                 |                        |
| 6 | 6  | Ladrão de Sombras Shadow of a Skillit                                                           | 9 de setembro de 1995  |
| Sombras estão sendo roubadas na cidade de Edge, que o Máskara descobre ser obra de Skillit, um ser maligno que tem juventude eterna graças às sombras roubadas, e decide levar o Máskara para o Mundo das Sombras.                                   |    |                                                                                                 |                        |
| 7 | 7  | A Noiva de Pretorius Bride of Pretorius                                                         | 16 de setembro de 1995 |
| Uma moça que Stanley convidou para um encontro acidentalmente veste a máscara e vira uma louca apaixonada, eventualmente atraindo a atenção de Pretorius, que quer uma noiva para repovoar o planeta depois de destruir a civilização com um cometa. |    |                                                                                                 |                        |
| 8 | 8  | Aventuras Psicológicas Double Reverse                                                           | 23 de setembro de 1995 |
| O psicólogo de Stanley, Dr. Newman, o convence a tornar a máscara ineficaz ao fazê-lo se comportar como o Máskara no dia-a-dia. Porém quando o vilão explosivo Kablamus surge, ele precisa fazer a máscara voltar a funcionar.                       |    |                                                                                                 |                        |
| 9 | 9  | Terapia da Máskara Shrink Rap                                                                   | 30 de setembro de 1995 |
| Dr. Neuman veste a máscara e se torna um maníaco, eventualmente se unindo a Pretorius, que quer fotografar alienígenas após destruir a cidade com uma bomba atômica, clarão equivalente a um flash.                                                  |    |                                                                                                 |                        |
| 10 | 10 | Máskara de Prefeito Mayor Mask                                                                  | 7 de outubro de 1995   |
| Cansado de problemas na administração da cidade, Stanley veste a máscara, e o Máskara decide se candidatar a prefeito - apenas para descobrir que é um plano de Pretorius, fazendo Stanley levar a campanha a sério.                                 |    |                                                                                                 |                        |
| 11 | 11 | O Máskara Marciano Martian Mask                                                                 | 14 de outubro de 1995  |
| O FBI acha por engano que o Máskara é um extraterrestre maligno, e passa a perseguí-lo. |    |                                                                                                 |                        |
| 12 | 12 | Esse Cachorro é Uma Parada How Much Is That Dog in the Tin Can?                                 | 21 de outubro de 1995  |
| Uma criminosa sequestradora de cachorros faz Milo vestir a máscara, enquanto Stanley é atacado por Walter em um torneio para criar receitas de chili.                                                                                                |    |                                                                                                 |                        |
| 13 | 13 | Dia das Bruxas do Outro Mundo All Hallow's Eve                                                  | 28 de outubro de 1995  |
| Skillet retorna em busca de vingança durante o Halloween, tentando roubar a máscara com a ajuda de três antigos hospedeiros. |    |                                                                                                 |                        |
| 14 | 14 | Máskara Noel Santa Mask                                                                         | 4 de novembro de 1995  |
| Stanley é preso por acidente junto com outros vilões dos episódios anteriores vestidos de Papai Noel, e conhece o verdadeiro na cadeia. Para entregar os presentes, o Máskara decide assumir a tarefa.                                               |    |                                                                                                 |                        |
| 15 | 15 | Dupla Personalidade Split Personality                                                           | 11 de novembro de 1995 |
| Walter quebra a máscara no meio, fazendo Stanley dividir seu corpo com o Máskara ao usá-la. Para piorar, a outra metade é encontrada por Chet, um desagradável antigo colega de Stanley.                                                             |    |                                                                                                 |                        |

### 2ª temporada (1996-1997)
| # | #  | Episódios                                                                     | Exibição Original       |
| 16 | 1  | Uma Comédia de Épocas A Comedy of Eras                                        | 7 de setembro de 1996   |
| O Máskara enfrenta uma cientista especializada no tempo, Dra. Amelia Chronos, que usa uma máquina do tempo para refazer o presente em sua imagem, forçando o Máskara a ir para o século 18 para impedi-la de criar uma distopia totalitária.                                                              |    |                                                                               |                         |
| 17 | 2  | Tudo Pelo Verde Goin' for the Green                                           | 14 de setembro de 1996  |
| Um investidor que construiu um estádio em um pântano convence o prefeito Tilton a criar Jogos de Edge contra a arquirrival Centerville, que Peggy descobre ser um esquema maligno para acobertar as criaturas que surgiram no local.                                                                      |    |                                                                               |                         |
| 18 | 3  | Voo Leve Como Uma Pluma Flight as a Feather                                   | 21 de setembro de 1996  |
| Enquanto o Máskara se prepara para um concurso no Coco Bongo, a pena de seu chapéu sai voando, forçando-o a caçá-la. |    |                                                                               |                         |
| 19 | 4  | O Bom, o Mau e o Cara-de-Peixe The Good, the Bad and the Fish Guy             | 28 de setembro de 1996  |
| Quando o Cara de Peixe veste a máscara, Stanley tem que pedir ajuda ao Gosmento para consegui-la de volta. |    |                                                                               |                         |
| 20 | 5  | Dentro de Um Shopping Malled                                                  | 5 de outubro de 1996    |
| Milo tem que trazer a máscara para Stanley em um gigantesco shopping quando Lonnie Tubarão e sua gangue decidem roubar a agência bancária do lugar. |    |                                                                               |                         |
| 21 | 6  | O Surfista de Canais Channel Surfin                                           | 12 de outubro de 1996   |
| O Máskara fica preso na televisão após a intervenção do vilão Surfista de Canais. |    |                                                                               |                         |
| 22 | 7  | Máscara Gratinada Mask au Gratin                                              | 19 de outubro de 1996   |
| Stanley tem um encontro com a sobrinha arqueóloga da Sra. Peenman, que acaba possuída pela feiticeira Gorgonzola, que tem o poder de transformar tudo em queijo. |    |                                                                               |                         |
| 23 | 8  | A Máscara Jurássica Jurassic Mask                                             | 26 de outubro de 1996   |
| Robôs dinossauros se tornam vivos, forçando o Máskara a detê-los. |    |                                                                               |                         |
| 24 | 9  | Filmagem Perigosa You Oughta Be in Pictures                                   | 2 de novembro de 1996   |
| O ator de filmes de ação Sly Eastnegger decide filmar seu novo filme em Edge City, gerando a inveja do Máskara. Enquanto isso, Peggy descobre que Eastnegger roubou uma bomba nuclear para usar no filme.                                                                                                 |    |                                                                               |                         |
| 25 | 10 | Máskara no Espaço For All Mask-Kind                                           | 9 de novembro de 1996   |
| Stanley é escolhido para ser mandado ao espaço com um astronauta paranoico, e o Máskara acaba por ir junto, sendo eventualmente abduzido por extraterrestres. |    |                                                                               |                         |
| 26 | 11 | À Beira do Riacho Up the Creek                                                | 16 de novembro de 1996  |
| Após o Máskara roubar a Torre Eiffel para atrair um bandido francês, Stanley decide aceitar o convite de Charlie para ir fazer canoagem no campo. |    |                                                                               |                         |
| 27 | 12 | Brincando com o Diabo Boogie with the Man                                     | 23 de novembro de 1996  |
| Stanley faz um acordo com o executivo Bob para melhorar sua sorte, sem saber que na verdade é um acordo com o diabo. Porém ele veste a máscara antes de ter sua alma tomada, e o Máskara decide lutar por sua liberdade.                                                                                  |    |                                                                               |                         |
| 28 | 13 | Tudo Que Vai, Volta What Goes Around Comes Around                             | 30 de novembro de 1996  |
| Dra. Chronos volta e prende Stanley em um time loop de meia hora enquanto se duplica constantemente. |    |                                                                               |                         |
| 29 | 14 | Saudemos o Máskara All Hail the Mask                                          | 7 de dezembro de 1996   |
| O Máskara vai para uma ilha remota no Pacífico Sul que o idolatra como deus - sem saber que eles planejam sacrificá-lo. |    |                                                                               |                         |
| 30 | 15 | O Poder da Sugestão Power of Suggestion                                       | 14 de dezembro de 1996  |
| Stanley é hipnotizado sem saber como se libertar, fazendo o Máskara se transformar em escravo de Kablamus durante a busca de vingança do homem explosivo. |    |                                                                               |                         |
| 31 | 16 | O Sr. Máskara vai para Washington Mr. Mask Goes to Washington                 | 21 de dezembro de 1996  |
| Após o Máskara salvar a vida do presidente Bill Clinton, começa a trabalhar para ele em Washington. |    |                                                                               |                         |
| 32 | 17 | Chuva de Terror Rain of Terror                                                | 28 de dezembro de 1996  |
| Um meteorologista de televisão que dá previsões imprecisas por ser destratado por sua emissora se demite, e em seguida ganha poderes de controle do clima que o transformam no vilão Tempestade. |    |                                                                               |                         |
| 33 | 18 | A Mãe de Todos os Rudes The Mother of All Hoods                               | 4 de janeiro de 1997    |
| Tenente Kellaway é visitado por sua mãe dominadora em meio a uma trama para sequestrar o prefeito Tilton. |    |                                                                               |                         |
| 34 | 19 | Ser ou Não Ser Abelha To Bee or Not to Bee                                    | 11 de janeiro de 1997   |
| Um apicultor se transforma no mutante viciado em mel Abelhão, forçando o Máskara a combatê-lo. |    |                                                                               |                         |
| 35 | 20 | A Poção do Amor 8 ½ Love Potion No. 8 ½                                       | 18 de janeiro de 1997   |
| Uma cigana em busca de vingança se interessa pela máscara, enquanto uma poção de amor acidentalmente deixa Stanley e o Ten. Kellaway apaixonados pela Sra. Peenman. |    |                                                                               |                         |
| 36 | 21 | O Máskara na Prisão Cool Hand Mask                                            | 25 de janeiro de 1997   |
| Pretorius incrimina o Máskara pelo roubo das finanças de um time infantil para mandá-lo para a cadeia enquanto interfere na rede elétrica de Edge City. |    |                                                                               |                         |
| 37 | 22 | Mal da Broadway Broadway Malady                                               | 1 de fevereiro de 1997  |
| Em meio a assaltos de banco, O Máskara decide atrapalhar um musical inspirado em um de seus filmes favoritos. |    |                                                                               |                         |
| 38 | 23 | O Máskara Quer Saber Enquiring Masks Want to Know                             | 8 de fevereiro de 1997  |
| Stanley é forçado a trabalhar como fotógrafo de Peggy enquanto Skillit ataca novamente. |    |                                                                               |                         |
| 39 | 24 | Máskara do Futuro Future Mask                                                 | 15 de fevereiro de 1997 |
| Após ser atacado por um robô do século 23, o Máskara viaja para o futuro, onde se vê em meio a uma guerra no qual o governante ambicioso de Edge City quer a máscara para derrotar uma resistência. |    |                                                                               |                         |
| 40 | 25 | Sorte Lacrada Sealed Fate                                                     | 22 de fevereiro de 1997 |
| Após o Máskara endividá-lo, Stanley passa a vender vasilhames Tupperware - uma empresa que Peggy descobre ter fins sinistros para as sobras de comida. |    |                                                                               |                         |
| 41 | 26 | (Os Anjos Querem a Minha) Máscara Verde (The Angels Wanna Wear My) Green Mask | 1 de março de 1997      |
| Uma explosão em um banco causada pelo bandido francês aparenta ter matado o Máskara e Kellaway, que no além-vida são julgados pelos anjos através de trechos dos antigos episódios. Quando Kellaway finalmente consegue provar que Stanley é o Maskára, é revelado que tudo era um plano da Dra. Chronos. |    |                                                                               |                         |
| 42 | 27 | Os Caça-Recompensas Mutiny of the Bounty Hunters                              | 8 de março de 1997      |
| Enquanto Stanley é forçado a ser babá de novo, Pretorius tenta se livrar do Máskara ao oferecer US$1 milhão por sua cabeça. |    |                                                                               |                         |
| 43 | 28 | Convenção do Mal Convention of Evil                                           | 15 de março de 1997     |
| Pretorius chama outros vilões - Lonnie, Gorgonzola, Chuvisco, Abelhão e Bob - para conjurar um plano contra o Máskara, com a ajuda do Dr. Neuman. |    |                                                                               |                         |
| 44 | 29 | O Fuzileiro Verde The Green Marine                                            | 22 de março de 1997     |
| O Máskara é julgado na corte marcial pelo caos que criou ao se alistar na Marinha. |    |                                                                               |                         |
| 45 | 30 | Máskara Falsa Counterfeit Mask                                                | 29 de março de 1997     |
| Stanley pega a mala de dinheiro de uma falsária, que em retaliação sequestra Milo. Para piorar, Peggy veste a máscara e só quer fazer um tratamento de beleza. |    |                                                                               |                         |

### 3ª temporada (1997)
| # | #  | Episódios | Exibição Original    |
| 46 | 1  | Magia Magic                                                                                                   | 5 de julho de 1997   |
| O banco de Stanley é assaltado em meio a truques de mágica, e ele descobre ter sido culpa de uma antiga colega e paixão do colégio que se tornou conhecida ilusionista. |    | |                      |
| 47 | 2  | Voltando a Ser Criança Little Big Mask                                                                        | 12 de julho de 1997  |
| O Máskara cria um creme rejuvenescedor que começa a deixar ele e Stanley mais novos a cada minuto. |    | |                      |
| 48 | 3  | Viagem Fantástica Fantashtick Voyage                                                                          | 19 de julho de 1997  |
| Milo é infectado por um vírus de computador, e o Máskara se miniaturiza para entrar no corpo do cão. |    | |                      |
| 49 | 4  | Eles Vieram do Espaço They Came from Within                                                                   | 26 de julho de 1997  |
| O Máskara enfrenta três vilões da histórias em quadrinhos favorita de Stanley e Doyle, que confundem Kellaway com o super-herói que é seu inimigo. |    | |                      |
| 50 | 5  | Ter Ou Não Ter To Have and Have Snot                                                                          | 2 de agosto de 1997  |
| Pretorius decide usar o catarro de uma Peggy gripada para infectar toda Edge com um gigantesco monstro de muco. E quando Stanley fica doente, torna o Máskara mais fraco por tabela.                                                                                                 |    | |                      |
| 51 | 6  | Um Cruzeiro Misterioso Mystery Cruise                                                                         | 9 de agosto de 1997  |
| Stanley, Peggy, Charlie, Kellaway, Doyle e a Sra. Peenman são convidados para um cruzeiro, que acaba tendo sido reservado pelo Máskara para celebrar seu aniversário. Porém Pretorius usa o navio para testar seu último plano maligno, que envolve varrer Edge City com um tsunami. |    | |                      |
| 52 | 7  | Os Brincalhões The Goofalotatots                                                                              | 16 de agosto de 1997 |
| O Máskara conhece os protagonistas de seu desenho favorito - similares aos Animaniacs - sem saber que são robôs criados por Pretorius. |    | |                      |
| 53 | 8  | Quando os Porcos Dominavam a Terra When Pigs Ruled the Earth                                                  | 23 de agosto de 1997 |
| Em uma paródia de Planet of the Apes, Stanley e Peggy vão parar em uma Terra dominada por porcos. |    | |                      |
| 54 | 9  | O Cometa do Homem-Ace (Parte 1 do Crossover) The Aceman Cometh                                                | 30 de agosto de 1997 |
| Milo é sequestrado por Pretorius, forçando Stanley a pedir a ajuda do detetive de animais Ace Ventura. |    | |                      |
| -- | 10 | Viagem ao Espaço Sideral com o Máskara (Parte 2 do Crossover, na série de Ace Ventura) Have Mask, Will Travel | 30 de agosto de 1997 |
| Nesse episódio do desenho de Ace Ventura, Stanley vai resgatar a máscara que foi tomada pelo macaco de Ace, Spike, e o Máskara segue Ace para uma estação espacial em busca de um hamster desaparecido.                                                                              |    | |                      |

## Curiosidades
- No filme, a máscara só funciona de noite, mas no desenho, ela pode ser usada a qualquer hora.
- Esse é um dos três desenhos baseados nos filmes de Jim Carrey em 1994. Um deles, Ace Ventura, acabou gerando um crossover, com Ace indo para Edge City resgatar Milo, e Stanley indo atrás de Ace em Miami quando o macaco deste levou a máscara.
- Além de Walter ser uma adaptação direta do personagem dos quadrinhos do Máskara (embora seja invulnerável, em contraste ao Walter original gostar de se cortar para perturbar os outros), Pretorius tem um visual similar a um traficante que contratou Walter nas histórias, Eugene Rapaz.
- Como a cena do filme em que Peggy Brandt é morta sendo jogada em uma impressora de jornais foi cortada, sua sobrevivência a levou para a série, onde se torna amiga de Stanley e confidente de sua identidade secreta. Como o primeiro episódio tem Peggy citando que ela entregou Stanley para bandidos, levando a um ressentimento que persiste ao longo de toda a série, isso implica que os eventos do filme onde Peggy entregou Stanley para Dorian Tyrell em busca de uma recompensa ainda ocorreram na continuidade do desenho. Peggy também possui no desenho uma aparência mais jovem que no filme.
- O tenente Kellaway, que no filme é vivido por Peter Riegert, no desenho animado ele ganhou uma aparência mais jovem, além de ser bem mais alto do que no filme, onde até mesmo o seu colega de trabalho, Doyle, era mais alto que ele. O motivo disso é que nos quadrinhos originais, Kellaway era desenhado bem mais alto, enquanto no filme o ator era mais baixo. Na versão americana da série animada, ele é dublado por Neil Ross.
- No episódio Os Mutantes, Kellaway diz ter um irmão mais velho, mas no episódio 33, sua mãe diz que ele é seu único filho, o que sugere que o irmão de Kellaway é apenas meio-irmão por parte de pai.

## Controvérsia
O episódio da segunda temporada, "Voo Leve Como Uma Pluma", nunca foi transmitido no canal FOX Family , na versão norte-americana do Cartoon Network e na CBS (embora a CBS tenha transmitido apenas as temporadas 1 e 3 do programa) devido à sequência que o prefeito Tilton assina um acordo entre Edge City e Bavariaville, que inclui nudez fortemente implícita e referências consideradas adultas demais para um público de TV-Y7 . Este episódio foi visto em syndication (nomeadamente em filiais locais para The WB e UPN e parte da Big Kids Network, uma linha sindicalizada de desenhos animados do final dos anos 90) e em transmissões internacionais em países de língua inglesa e não inglesa. (particularmente no México , Reino Unido, Austrália e Europa Oriental).
Durante a cerimônia, uma mulher negra em um casaco com o nome de Cookie BaBoom (que, segundo o assessor do prefeito, o prefeito datou em um ponto, embora nunca tenha sido vista ou mencionada nos episódios que foi ao ar na CBS) invade a cerimônia e tira seu sobretudo impermeável para revelar dois megatons de explosivos estrategicamente amarrados em seu busto e cintura como um tubo e uma micro-minissaia, respectivamente e implica que ela vai se matar junto com o prefeito Tilton porque o prefeito a abandonou. O Máskara (apenas interessado em recuperar sua pena) frustra o plano de Cookie fingindo ser um barman britânico CockneyQuem cria uma bebida com os explosivos amarrados ao corpo de Cookie como ingrediente principal. Antes de Kellaway e Doyle poderem capturar O Maskára, ele os distrai, transformando Cookie (que estava girando em um borrão depois que O Maskára arrancou a dinamite de seu corpo) em torno de sua frente agora nua (que o espectador é incapaz de ver) eles, fazendo com que os dois reagissem sexualmente ao seu corpo nu e desmoronassem. O Máskara então pergunta a Cookie se ele a conhece na escola de trânsito , mas o resto da linha corta imediatamente para a mulher bavivilliana que está pirando em cima do Máscara que assedia o prefeito Tilton (não se sabe se o corte é um sinal de que uma piada sugestiva foi editado, mas alguns fãs têm teorizado que é).

## DVD
Após o lançamento inicial do DVD de lojas de  Son of the Mask , Wal-Mart venderam um exclusivo pacote de 2 do filme com o episódio piloto em duas partes do filme animado. Series.
Em 10 de abril de 2018 a Warner Bros. lançou a primeira temporada em DVD através de sua Warner Archive Collection, pela primeira vez. Esta é uma versão produzida sob demanda, disponível na loja online da Warner.
O seriado também está disponível nos Estados Unidos no iTunes, Amazon Video, YouTube, e Google Play. Todos os episódios estão distribuídos pelas três temporadas, e também fazem parte de uma coleção chamada de The Mask: The Complete Series (em português, "O Máskara: A Série Completa").

## Dublagem
| Personagem                 | Dublagem                                               | Voz original             |
| -------------------------- | ------------------------------------------------------ | ------------------------ |
| Stanley Ipkiss / O Máskara | Marco Ribeiro                                          | Rob Paulsen              |
| Milo                       | Frank Welker                                           | Frank Welker             |
| Tenente Mitch Kellaway     | Luiz Feier                                             | Neil Ross                |
| Detetive Doyle             | Carlos Seidl (1-2) Mauro Ramos (3)                     | Jim Cummings             |
| Peggy Brandt               | Miriam Ficher (1-2) Mariana Torres (3)                 | Heidi Shannon            |
| Sr.ª Peenman               | Selma Lopes                                            | Tress MacNeille          |
| Charlie Schumacher         | Marco Antonio Costa (1-2) Mário Tupinambá (3)          | Mark L. Taylor           |
| Dr. Pretorius              | Isaac Bardavid (1-2) Maurício Berger (3)               | Tim Curry                |
| Lonnie Tubarão             | Guilherme Briggs (1) / Orlando Drummond (2)            | Glenn Shadix             |
| Skillit                    | Jorge Lucas (1) / Clécio Souto (2)                     | Jason Marsden            |
| Prefeito Mortimer Tilton   | Paulo Flores (1-2) Carlos Roberto / Ayrton Cardoso (3) | Kevin Michael Richardson |